# Пол Кан
Пол В. Кан (англ. Paul W. Kahn; нар. 1952) — американський правознавець, професор права та гуманітарних наук Єльської школи права, директор Центру міжнародних прав людини Орвілла Х. Шелла-молодшого.

## Освіта
Кан здобув ступінь бакалавра в Чиказькому університеті у 1973 році, Ph.D. у Єльському університеті у 1977 році та J.D. у Єльській школі права у 1980 році. Після закінчення навчання він працював клерком у судді Верховного суду США Байрона Вайта з 1980 по 1982 рік. У 1985 році Кан приєднався до викладацького складу Єльської школи права, де викладає конституційне право, права людини та політичну теологію.

## Філософія
Кан зосереджує свої дослідження на соціальній уяві. Він розглядає легітимність права як феноменологічний досвід, а не як концепцію, обґрунтовану теоретично.
Він досліджує різні наративи, що формують юридичний дискурс, зокрема діалектику між принциповістю та гнучкістю права. Кан спирається на поняття політичної теології Карла Шмітта, стверджуючи, що "жертовність" є центральною категорією юридичного значення. Він наголошує, що державна жертва (на прикладі солдата) та приватна жертва (батько для дитини) об'єднуються в єдину систему значень, формуючи основи правопорядку.

## Праці
- Legitimacy and History: Self-government in American Constitutional Theory, Yale University Press, 1993
- The Reign of Law: Marbury v. Madison and the Construction of America, Yale University Press, 1997
- The Cultural Study of Law: Reconstructing Legal Scholarship, University of Chicago Press, 1999
- Law and Love: The Trials of King Lear, Yale University Press, 2000
- Putting Liberalism in its Place, Princeton University Press, 2005
- Out of Eden: Adam and Eve and the Problem of Evil, Princeton University Press, 2007
- Sacred Violence: Torture, Terror, and Sovereignty, University of Michigan Press, 2008
- Political Theology: Four New Chapters on the Concept of Sovereignty, Columbia University Press, 2011
- Finding Ourselves at the Movies: Philosophy for a New Generation, Columbia University Press, 2013
- Making the Case: The Art of the Judicial Opinion, Yale University Press, 2016
- Testimony, Cascade Books, 2021

## Особисте життя
Кан одружений з Кетрін Ііно, колишньою главою адміністрації міста Кіллінгворт, штат Коннектикут. У них двоє дітей.